# Wilhelm Fließ
Wilhelm Fließ ou Fliess (Arnswalde, 24 de outubro de 1858 — Berlim, 13 de outubro de 1928) foi um médico alemão, especializado em cirurgia e otorrinolaringologia, mas que foi um protagonista importante da pré-historia da psicanálise. Estudou Medicina em Berlim. 
Fließ encontrou-se com Sigmund Freud em 1887, por sugestão de Josef Breuer, outro psiquiatra amigo do pai da psicanálise. Após assistir a algumas conferências de Freud em Viena, formou fortes laços de amizade com ele, tornando-se seu confidente frequente e apoiador moral para a maioria da atividades produtivas de Freud. Iniciou atividades em psicanálise, e trocavam correspondência intensamente. Fließ, não obstante, era mais do que um ouvinte crítico das ideias de Freud - ele mesmo fez algumas contribuições científicas ambiciosas para a psiquiatria da época, para as quais pediu a confirmação de Freud. 
Fließ foi o autor de três teorias que hoje se sabe serem pseudocientíficas, ou seja, sem fundamento científico: a primeira dela foi a da chamada neurose nasal reflexa, segundo a qual Fließ postulava haver uma conexão entre a mucosa nasal e os órgãos genitais. Segundo a teoria, uma maneira rápida e eficiente de curar uma neurose histérica, seria remover parte da mucosa e ossos internos do nariz. A segunda teoria era a da bissexualidade inerente a todos os seres humanos, e que Freud chegou a incorporar ao seu corpo teórico. Finalmente, a terceira foi a teoria da periodicidade vital, que postulava uma espécie de biorritmo, pelo qual todos os processos vitais (os patológicos incluídos) se desenvolveriam segundo um ciclo que duraria 28 dias nas mulheres, e 23 dias nos homens. Segundo Fließ, esses vários relacionamentos numéricos poderiam ser úteis para determinar a hora para a recuperação após alguma doença, por exemplo e, até mesmo a data provável para a morte de alguém. 
As influências diretas do Fließ para o nascimento da psicanálise são consideradas geralmente sem importância. Não obstante, Fließ foi o primeiro a chamar a atenção de Freud para o significado dos gracejos como material útil para a pesquisa psicanalítica. 
Sua amizade, no entanto, não acabou por ver essa previsão: em 1904 sua amizade se desintegrou devido à crença de Fließ de que Freud havia dado detalhes de uma teoria da periodicidade que Fließ estava desenvolvendo para um plagiador. 